# Jonquières (Oise)
Jonquières és un municipi francès, situat al departament de l'Oise i a la regió dels Alts de França. L'any 2007 tenia 588 habitants.

## Demografia

### Població
El 2007 la població de fet de Jonquières era de 588 persones. Hi havia 226 famílies de les quals 36 eren unipersonals (20 homes vivint sols i 16 dones vivint soles), 87 parelles sense fills, 87 parelles amb fills i 16 famílies monoparentals amb fills.
La població ha evolucionat segons el següent gràfic:
Habitants censats

### Habitatges
El 2007 hi havia 241 habitatges, 226 eren l'habitatge principal de la família, 6 eren segones residències i 8 estaven desocupats. 240 eren cases i 1 era un apartament. Dels 226 habitatges principals, 195 estaven ocupats pels seus propietaris, 31 estaven llogats i ocupats pels llogaters i 1 estava cedit a títol gratuït; 6 tenien dues cambres, 25 en tenien tres, 48 en tenien quatre i 147 en tenien cinc o més. 200 habitatges disposaven pel capbaix d'una plaça de pàrquing. A 68 habitatges hi havia un automòbil i a 147 n'hi havia dos o més.

### Piràmide de població
La piràmide de població per edats i sexe el 2009 era:
| Homes | Edats   | Dones |
| ----- | ------- | ----- |
| 0     | 95 o +  | 0     |
| 4     | 90 a 94 | 0     |
| 0     | 85 a 89 | 0     |
| 4     | 80 a 84 | 0     |
| 4     | 75 a 79 | 8     |
| 8     | 70 a 74 | 16    |
| 0     | 65 a 69 | 8     |
| 16    | 60 a 64 | 20    |
| 12    | 55 a 59 | 8     |
| 40    | 50 a 54 | 32    |
| 40    | 45 a 49 | 36    |
| 24    | 40 a 44 | 16    |
| 12    | 35 a 39 | 32    |
| 20    | 30 a 34 | 16    |
| 8     | 25 a 29 | 8     |
| 0     | 20 a 24 | 8     |
| 12    | 15 a 19 | 16    |
| 24    | 10 a 14 | 32    |
| 16    | 5 a 9   | 16    |
| 12    | 0 a 4   | 4     |

## Economia
El 2007 la població en edat de treballar era de 406 persones, 306 eren actives i 100 eren inactives. De les 306 persones actives 291 estaven ocupades (157 homes i 134 dones) i 16 estaven aturades (10 homes i 6 dones). De les 100 persones inactives 57 estaven jubilades, 20 estaven estudiant i 23 estaven classificades com a «altres inactius».

### Ingressos
El 2009 a Jonquières hi havia 229 unitats fiscals que integraven 610 persones, la mediana anual d'ingressos fiscals per persona era de 27.594 €.

### Activitats econòmiques
Dels 25 establiments que hi havia el 2007, 1 era d'una empresa alimentària, 6 d'empreses de construcció, 7 d'empreses de comerç i reparació d'automòbils, 3 d'empreses de transport, 1 d'una empresa d'informació i comunicació, 1 d'una empresa financera, 2 d'empreses immobiliàries, 2 d'empreses de serveis i 2 d'empreses classificades com a «altres activitats de serveis».
Dels 5 establiments de servei als particulars que hi havia el 2009, 1 era un taller de reparació d'automòbils i de material agrícola, 3 lampisteries i 1 electricista.
L'únic establiment comercial que hi havia el 2009 era una fleca.
L'any 2000 a Jonquières hi havia 4 explotacions agrícoles que ocupaven un total de 400 hectàrees.

## Equipaments sanitaris i escolars
El 2009 hi havia una escola elemental.

## Poblacions més properes
El següent diagrama mostra les poblacions més properes.